# Tupolew Tu-160
Die Tupolew Tu-160 (russisch Туполев Ту-160, NATO-Codename: Blackjack) ist ein schwerer strategischer Schwenkflügel-Überschall-Bomber aus sowjetischer Produktion mit interkontinentaler Reichweite. 16 dieser Bomber waren 2019 im Dienst der russischen Fernfliegerkräfte.

## Geschichte

### Ausschreibung, Entwicklung und Einführung
In den USA flog 1974 erstmals ein Rockwell B-1 Schwenkflügel-Überschall-Langstreckenbomber, noch in der Version B-1A; die B-1B als Tiefflugbomber hatte den Erstflug 1984. In der UdSSR begann 1974 ein Wettbewerb um den Auftrag für einen ähnlichen neuen Überschall-Bomber mit Schwenkflügeln. Der eng an die Tupolew Tu-144 angelehnte Entwurf der Tupolew-Werke trat dabei gegen die Mjassischtschew M-18 und eine Suchoi-Konstruktion (Projekt „200“ oder T-4MS) an. Obwohl das Mjassischtschew-Flugzeug die besten Leistungen zeigte, wurde Tupolew eher zugetraut, den komplexen Auftrag auszuführen. Das OKB Tupolew wurde deswegen beauftragt, ein Flugzeug zu entwickeln. Es sollte jedoch Elemente des eigentlich überlegenen Mjassischtschew-Entwurfs übernehmen.
Es entstand ein der US-amerikanischen Rockwell B-1 ähnelnder, jedoch größerer Schwenkflügel-Bomber mit interkontinentaler Reichweite und strategischer Rolle. Er gilt mit einem maximalen Startgewicht von 275 Tonnen als schwerster im Einsatz befindlicher Bomber der Welt. Zum Vergleich: Das maximale Startgewicht der schwersten B-52-Version B-52H beträgt 221 Tonnen, das der B-1 216 Tonnen.
Die Maschine wurde 1987 in den Truppendienst eingeführt. Alle 16 Tu-160 waren nach sowjetischen oder russischen Persönlichkeiten benannt. Die Tu-160 ist das größte Kampfflugzeug der Welt und wird inoffiziell auch als Weißer Schwan bezeichnet (Белый лебедь).

### Lieferung der in der Ukraine verbliebenen Flugzeuge

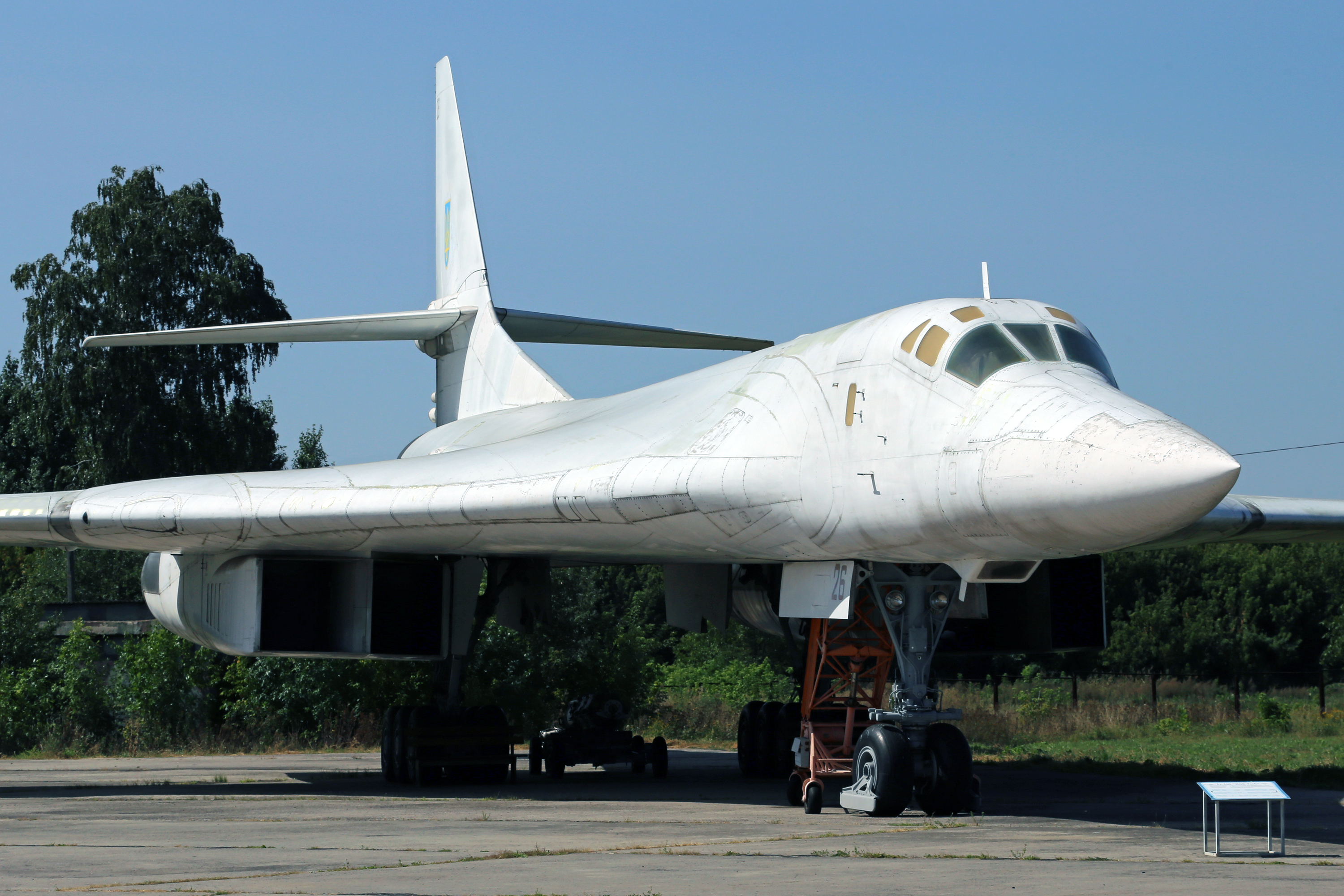
Tu-160 im Museum der Fernfliegerkräfte im ukrainischen Poltawa

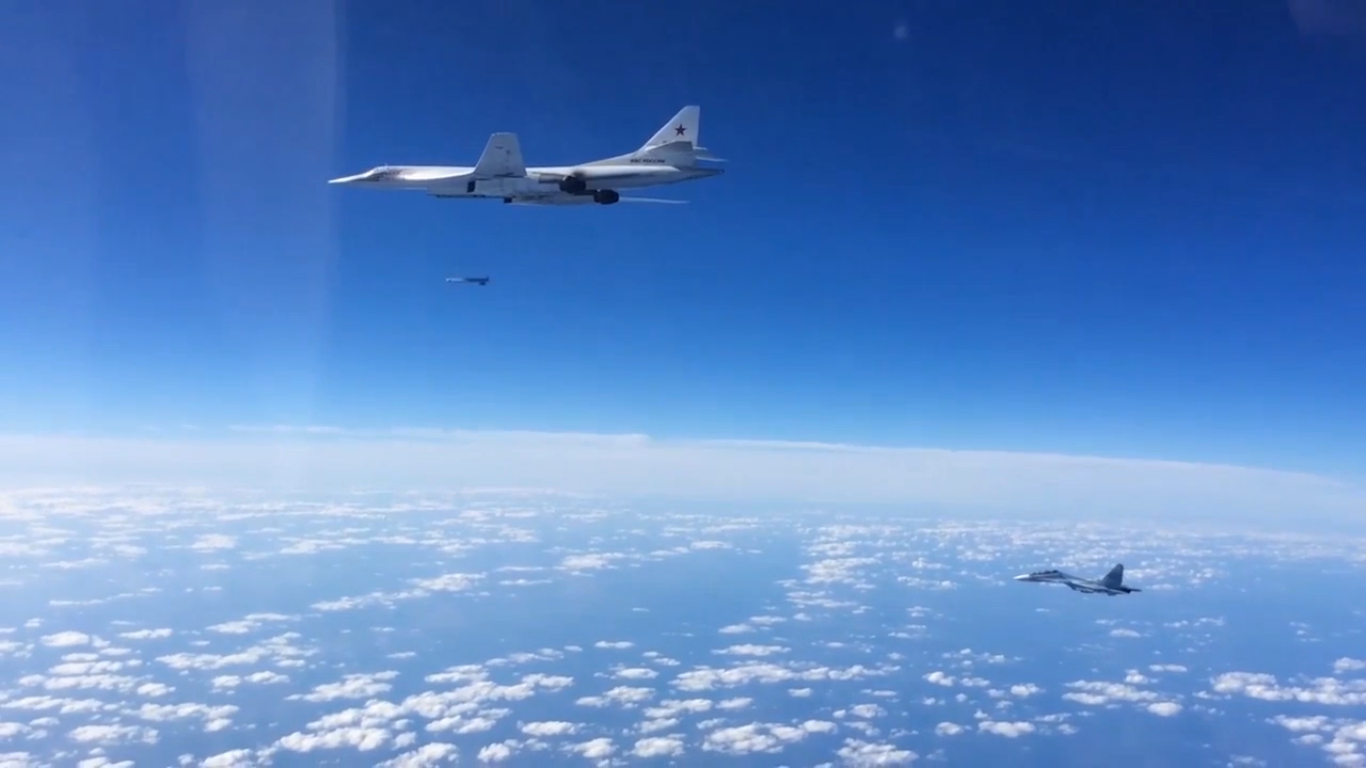
Russische Tu-160 beim Start eines Ch-55-Marschflugkörpers am 20. November 2015 während des Einsatzes in Syrien

Mit der Auflösung der Sowjetunion befanden sich 19 Tu-160 auf der Bomberbasis Pryluky in der seit August 1991 unabhängigen Ukraine. Zusammen mit 15 Tu-95MS vom Standort Usin und 575 Marschflugkörpern Ch-55 entwickelten sie sich in den Folgejahren zu einem schwierigen Verhandlungsgut zwischen der Ukraine und Russland. In den 1990er Jahren trugen die 19 Tu-160 das Hoheitsabzeichen der Ukraine. Abgeschnitten von Ersatzteillieferungen sank die Zahl der Flugstunden rapide ab. Das ukrainische Personal verfügte zudem nicht über ausreichende Möglichkeiten, um die komplexe Technik zu warten. Da der Erhalt einer strategischen Bomberflotte ohnehin nicht vorgesehen war, begann die Ukraine 1998 mit der Verschrottung der Bomber. Erst nachdem zehn Maschinen verschrottet worden waren, reagierte Russland, da nur sechs Tu-160 nach der Auflösung der Sowjetunion in Russland verblieben waren. Russland erreichte im Winter 1999/2000 gegen die Verrechnung von Altschulden aus Gaslieferungen von der Ukraine die Auslieferung der noch vorhandenen drei Tu-95MS, acht Tu-160 sowie der zugehörigen 575 Marschflugkörper.
Diese acht Tu-160 waren von besonderem Interesse für die russischen Streitkräfte, da sie damals erst 10 bis 20 Prozent ihrer Gesamtbetriebszeit geflogen waren. In der Ukraine blieb eine einzige Tu-160 in einem Museum auf der Basis Poltawa zurück. Heimat der Tu-160 ist seit 1993 der Stützpunkt Engels-2 in der Oblast Saratow am Ostufer der Wolga im Bestand des 121. TBAP der 22. TBAD. Mit der Übernahme der acht ex-ukrainischen Tu-160 erhöhte sich der Bestand auf 14 Maschinen. Seither ist das Regiment ausschließlich mit Tu-160 ausgerüstet und verfügt damit über Russlands einzige überschallschnelle Bomberkapazität mit strategischer Reichweite.

### Modernisierung
Am 5. Juli 2006 wurde eine vom Kasaner Flugzeugwerk modernisierte Tu-160M übergeben. Das Flugzeug trägt die Nummer Rote 19 und den Namen des Chefkonstrukteurs der Tu-160, „Walentin Blisnjuk“. Mitte 2007 kam eine weitere Maschine hinzu, zudem begann ein Programm zur Modernisierung der übrigen Maschinen. Am 29. April 2008 wurde die erste neu produzierte Tu-160 „Witali Kopylow“ in Dienst gestellt und im Jahr 2015 wurden zwei weitere Tu-160 nach dem Standard Tu-160M modernisiert.
Am 15. November 2017 erfolgte der Rollout einer weiteren Tu-160M, die zum Prototyp der M2-Version wurde. Sie entstand aus vorhandenen Teilen einer nicht fertiggestellten Tu-160 aus den 1990er-Jahren. Es handelte sich um das Flugzeug mit der Seriennummer 804, welches einige Modifikationen aufwies, jedoch keine neuen Triebwerke besaß. Das Flugzeug flog im Januar 2018 erstmals mit dem Namen „Pjotr Dejnekin“.
Der Betrieb der Tu-160 gilt bis 2040 als gesichert, da das russische Militär Ende Mai 2015 ankündigte, 50 neue Tu-160 beschaffen zu wollen. Äußerlich unterscheide sich das Flugzeug kaum von den früheren Versionen, aber das Cockpit, die Steuerung, die Kommunikations- und Waffensysteme seien von Grund auf neuentwickelt. Die alten 16 Tu-160 sollten in den folgenden Jahren auf den neuen Standard umgerüstet werden. Zusätzlich sollten (Stand 2018) vorerst 10 neue Flugzeuge gebaut werden, das Erste davon sollte 2021 ausgeliefert werden.
Am 3. November 2020 war der Erstflug des Prototyps „Igor Sikorsky“ mit den neuen NK-32-02-Turbofans von Kusnezow, dem stärksten je in einem Kampfflugzeug eingesetzten Antrieb. Der Erstflug dauerte zwei Stunden und 20 Minuten und die „Igor Sikorsky“ sei bis zu 6.000 Meter hoch gestiegen. Während des Fluges wurden alle neuen Systeme der Modernisierung, insbesondere die neuen Triebwerke, überprüft und bewertet. Mit den neuen Triebwerken mit optimierten Verdichter- und Turbinenschaufeln verbraucht die Tu-160 weniger Treibstoff und soll bis zu 1.500 Kilometer weiter fliegen können als bisher. Ende 2022 wurden zwei weitere Tu-160M mit NK-32-02-Turbofans, neuer Avionikausrüstung und anderen neuen Systemen übergeben. Eines der beiden Flugzeuge war eine Modernisierung, das andere eine Neufertigung.
Ende 2022 wurde das Testprogramm der Tu-160M abgeschlossen und die Serienfertigung mittels Digitalisierung modernisiert.

## Konstruktion
Die Tu-160 ist als Tiefdecker in Ganzmetallbauweise mit Schwenkflügeln ausgelegt. Das Leitwerk ist konventionell mit halbhoch am Seitenleitwerk befestigtem Höhenleitwerk ausgeführt. Oberhalb des Höhenleitwerkes ist das Seitenleitwerk als komplett schwenkbare Ruderfläche gestaltet. Das einziehbare Fahrwerk besteht aus zwei je sechsrädrigen Hauptfahrwerken und einem doppeltbereiften Bugfahrwerk. Angetrieben wird die Tu-160 durch vier Turbofan-Triebwerke des Typs Kusnezow NK-321 mit Nachbrenner. Sie erreicht mit Mach 2 die doppelte Schallgeschwindigkeit.
Die maximale Treibstoffzuladung beträgt 148 Tonnen, was eine maximale Flugdauer von 15 Stunden ermöglicht. Bei längeren Einsätzen kann die Maschine auch durch Il-78 in der Luft betankt werden.
Avionik

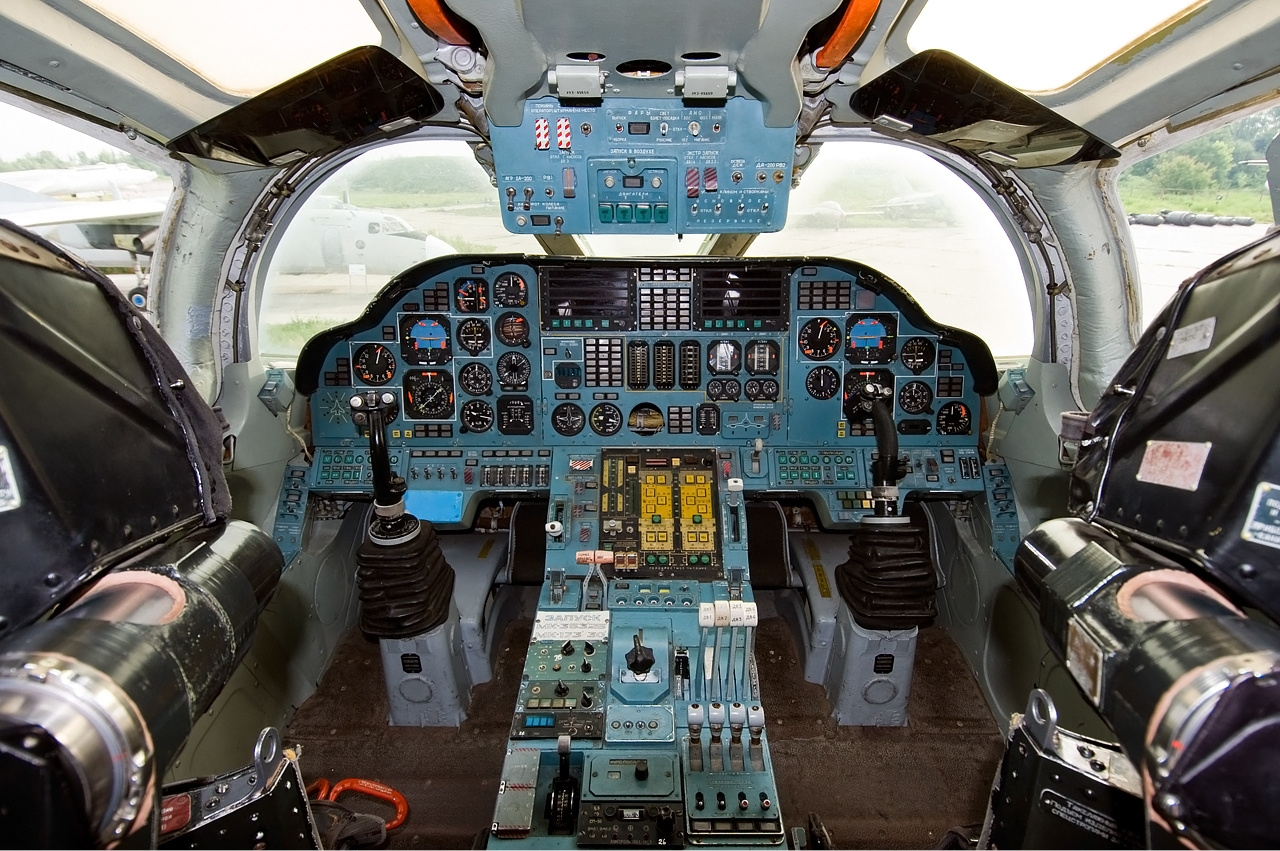
Cockpit

Das Flugzeug verfügt über ein digitales Fly-by-Wire-Flugkontrollsystem. Das Sopka-Radarsystem ist für die automatische Geländeverfolgung, „Obsor-K“-Radar (NATO-Codename: englisch Clam Pipe) für Zielanflug und -bekämpfung zuständig. Ein elektrooptisches Feuerleitsystem, Trägheitsnavigationssystem und elektronische Gegenmaßnahmen ergänzen die Ausstattung.

## Einsätze
Am 17. November 2015 wurden erstmals Tu-160 in einem bewaffneten Konflikt eingesetzt. Die strategischen Fernfliegerkräfte griffen im Rahmen des Militäreinsatzes in Syrien von Russland aus Ziele des IS im Osten Syriens mit Marschflugkörpern vom Typ Ch-101 an.
Im Dezember 2018 besuchten zwei Tu-160 Venezuela, begleitet von einer Antonow An-124 mit Ersatzteilen und einer Iljuschin Il-62 mit den Reparaturmannschaften. Im Oktober 2019 landeten zwei Maschinen in Südafrika.
Bei dem russischen Überfall auf die Ukraine 2022 starteten Tu-160 Einsätze mit einer unbekannten Anzahl Marschflugkörper vom Typ Ch-555 und Ch-101 gegen Ziele in der Ukraine. Am 17. November 2024 flogen Tu-160 erneut Angriffe gegen Ziele in der Ukraine. Ihr letzter Einsatz zuvor war am 18. Mai 2023. Trotz der Verlegung von Einheiten in Reichweiten der Ukraine, wurde das Flugzeug relativ wenig eingesetzt; westliche Analysten vermuteten, dass dies auf Bemühungen zurückzuführen sei, diese strategisch wertvollen Maschinen zu schonen.

## Zwischenfälle
Am 18. September 2003 stürzte die „Michail Gromow“ ab, wobei die vierköpfige Besatzung unter Juri Dejneko ums Leben kam. Nach der Auswertung der telemetrischen Daten der Flugschreiber konnte der Unfallhergang rekonstruiert werden. Während eines Testflugs nach einer Reparatur eines Triebwerks kam es zu dessen Brand. Die Besatzung konnte noch einen Funkspruch absetzen. Beim Landeanflug und der daraus folgenden Senkung der Flughöhe von 2100 auf 1200 Meter explodierten die Treibstofftanks und das Flugzeug zerfiel in Bruchstücke. Vom Brand zur Explosion vergingen zwölf Sekunden. Die Explosion führte zum sofortigen Tod der Besatzung. Bei einer Flughöhe zwischen 120 und 150 Metern wurden die Schleudersitze automatisch ausgelöst. Die Besatzung konnte schließlich nur noch tot in ihren Schleudersitzen am Boden geborgen werden.

## Trivia
Die Triebwerke der Tu-160 wurden in den 1990er Jahren in einer gemeinsam mit der NASA für Forschungszwecke reaktivierten Tu-144LL verwendet. Dies ergab im Gegensatz zu den Triebwerken der Serienversion die Möglichkeit des sicheren Supercruise ohne Nachbrenner.

## Nutzerstaaten
Aktueller Nutzer
- Russland – ab Februar 2019 befinden sich maximal 9 Tu-160 und 7 Tu-160M im Dienst der strategischen Bomberflotte.[24][25]

## Technische Daten

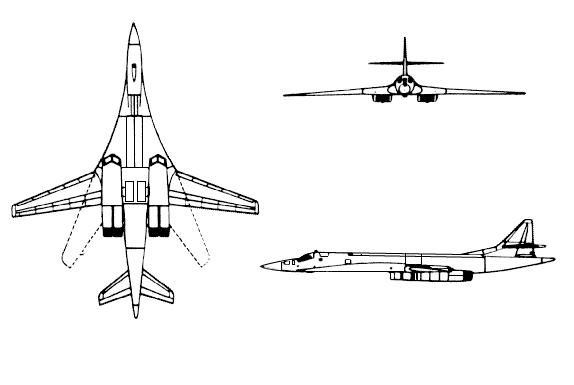
Dreiseitenriss

Tu-160

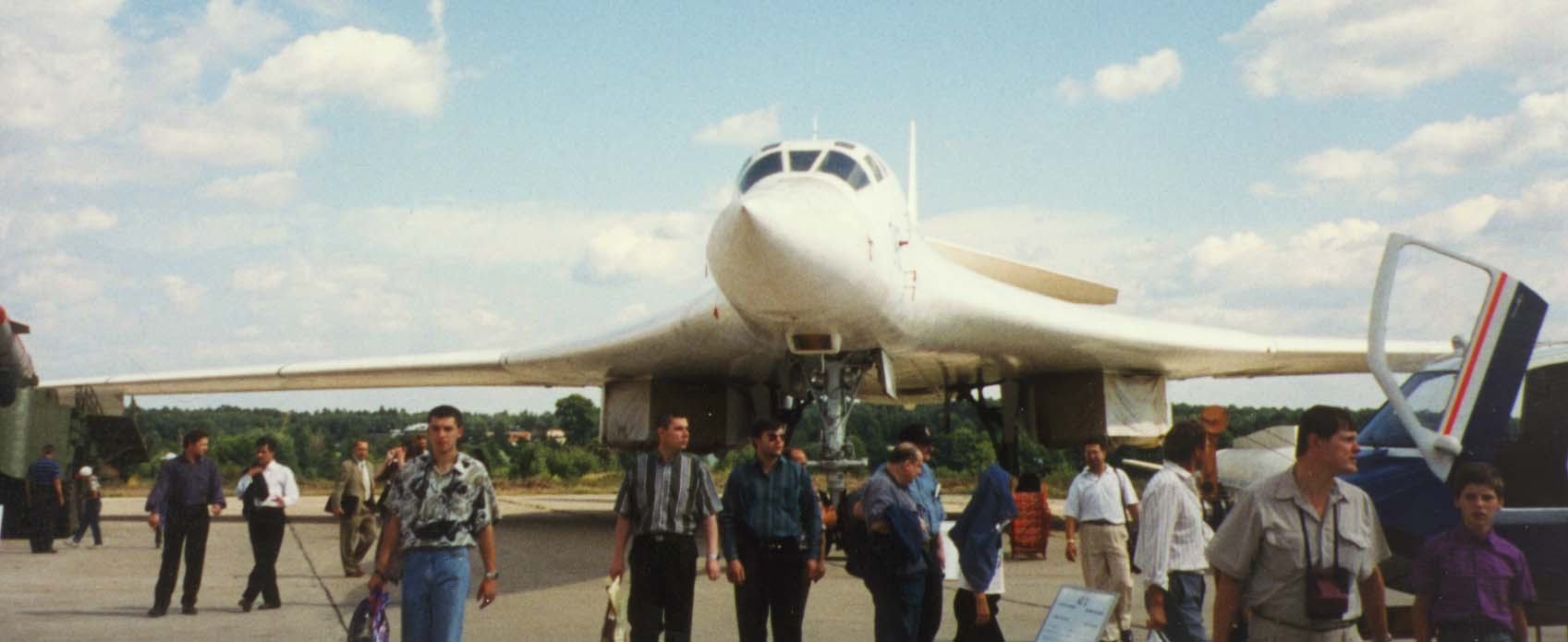
Frontansicht

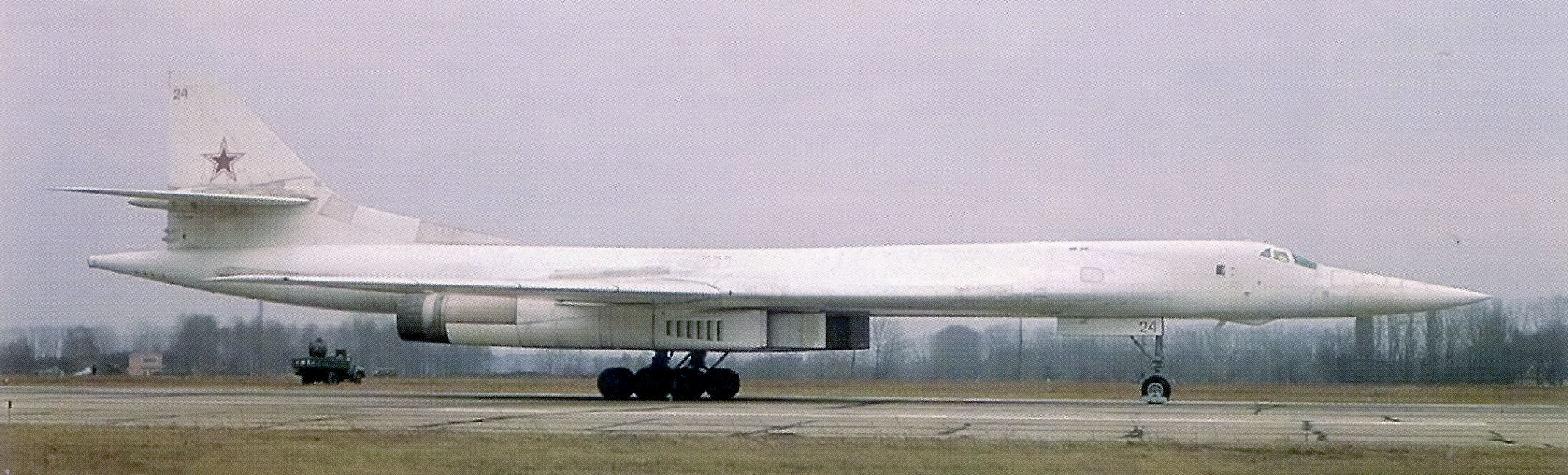
Seitenansicht

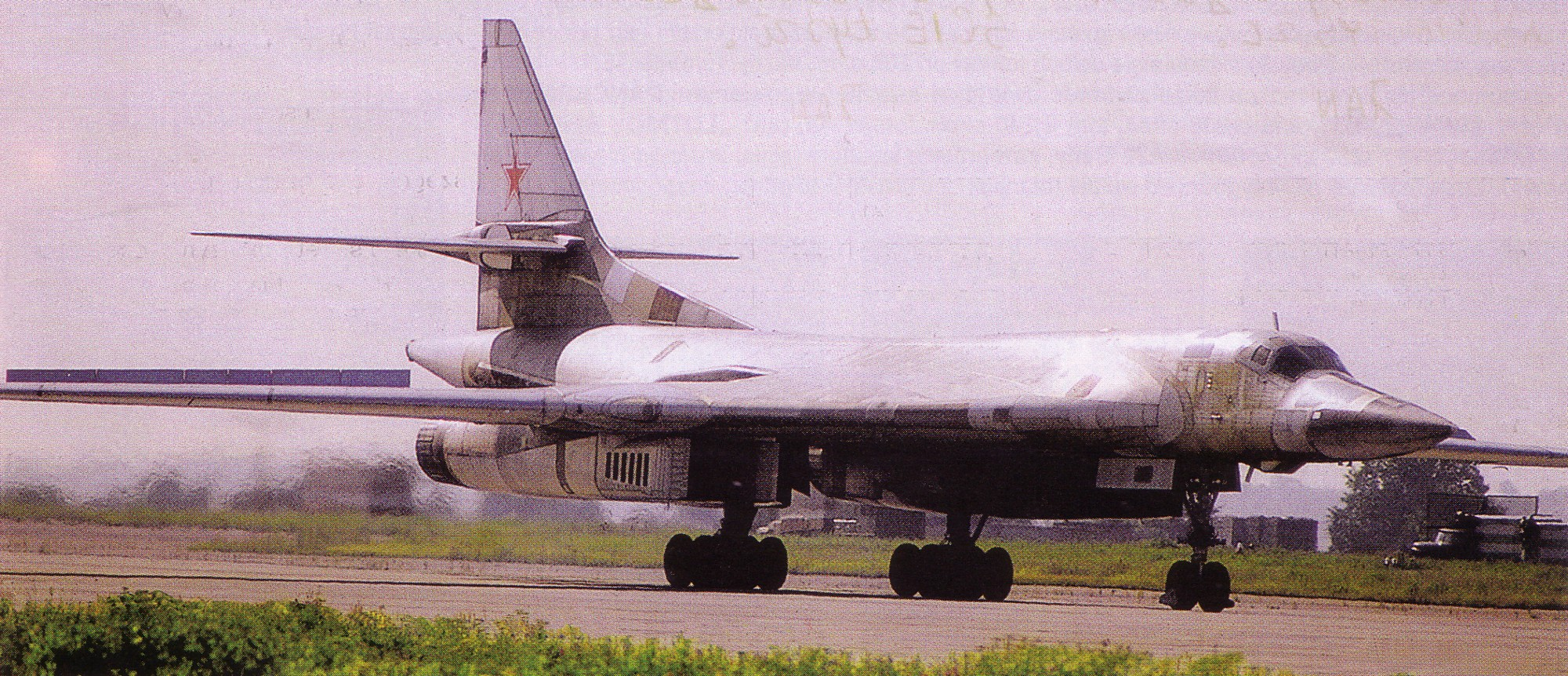
Unlackierte Tu-160

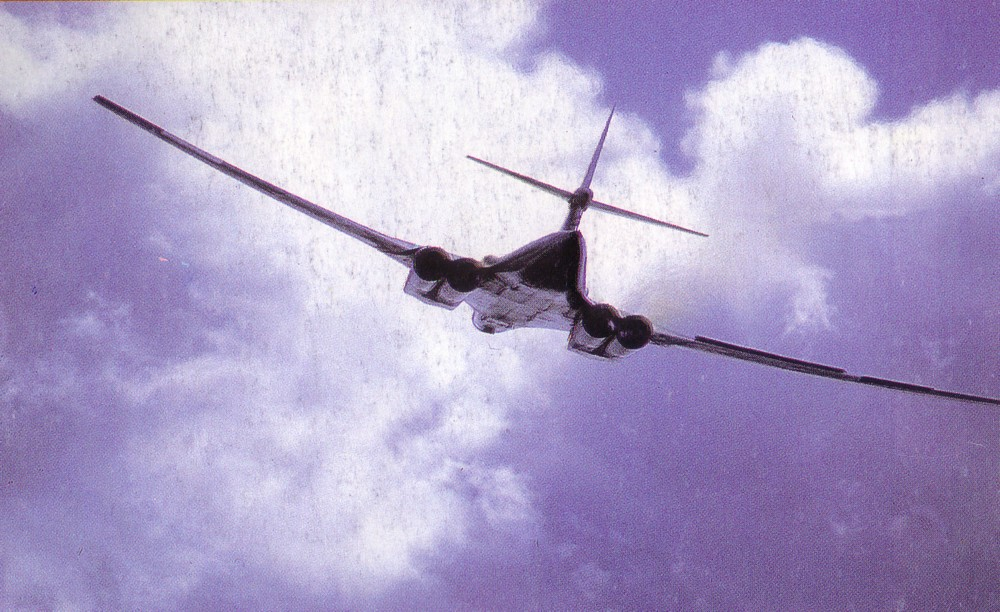
Heckansicht

| Kenngröße                | Daten |
| ------------------------ | --- |
| Besatzung                | 2 Piloten, 1 Bordingenieur, 1 Waffenoffizier                                                                 |
| Länge                    | 54,10 m |
| Spannweite               | 55,70 m bei 20° Pfeilung 35,60 m bei 68° Pfeilung                                                            |
| Höhe                     | 13,10 m |
| Flügelfläche             | ca. 360 m²                                                                                                   |
| Flügelstreckung          | 8,6 bei 20° Pfeilung 3,5 bei 68° Pfeilung                                                                    |
| Tragflächenbelastung     | minimal (Leermasse) 306 kg/m² nominal (normale Startmasse) 743 kg/m² maximal (maximale Startmasse) 764 kg/m² |
| Leermasse                | 110.000 kg                                                                                                   |
| Startmasse               | normal 267.500 kg maximal 275.000 kg                                                                         |
| Treibstoffkapazität      | ca. 148.000 kg (intern)                                                                                      |
| g-Limits                 | +2,5 |
| Höchstgeschwindigkeit    | 2220 km/h auf optimaler Höhe 1030 km/h auf Meereshöhe                                                        |
| Marschgeschwindigkeit    | ca. 850 km/h auf optimaler Höhe                                                                              |
| Steigleistung            | 70 m/s |
| Dienstgipfelhöhe         | 15.544 m |
| Einsatzradius            | 7300 km |
| Startstrecke             | ca. 2000 m                                                                                                   |
| Landestrecke             | ca. 1600 m                                                                                                   |
| Triebwerke               | 4 × Kusnezow-NK-321-Mantelstromtriebwerke                                                                    |
| Schubkraft               | 4 × 245,70 kN mit Nachbrenner 4 × 137,20 kN ohne Nachbrenner                                                 |
| Schub-Gewicht-Verhältnis | maximal (Leermasse) 0,89 nominal (normale Startmasse) 0,37 minimal (maximale Startmasse): 0,36               |

## Bewaffnung
Waffenzuladung von 40.000 kg in zwei internen Bombenschächten. Im Bombenschacht können an einem internen MKU-6-5U-Revolvermagazin (rotierendes Werfergestell) an sechs Positionen Abwurfwaffen mitgeführt werden.

### Luft-Boden-Flugkörper
- 24 × Ch-15 (AS-16 „Kickback“) – nuklearer 350-kT-Gefechtssprengkopf
- 12 × Ch-55/Ch-55M/Ch-55SM (AS-15A/B „Kent-A/B“) – Marschflugkörper, – nuklearer 200-kT-Gefechtskopf
- 12 × Ch-555SE/Ch-555SH/Ch-555SD (AS-22 „Kluge“) – Marschflugkörper, – konventioneller 200–410-kg-Gefechtskopf
- 12 × Ch-101 (AS-23A „Kodiak-A“) – Marschflugkörper mit Tarnkappenfähigkeit, – konventioneller 400-kg-Gefechtskopf
- 12 × Ch-102 (AS-23B „Kodiak-B“) – Marschflugkörper mit Tarnkappenfähigkeit, – nuklearer 250-kT-Gefechtskopf

Der ursprünglich für die Tu-160 vorgesehene Marschflugkörper Ch-45 wurde nie fertigentwickelt.
- 12 × Ch-58USchKB (AS-11 „Kilter“) – Radarbekämpfungsflugkörper, Reichweite 80–245 km
- 12 × Ch-31PM (AS-17 „Krypton“) – Radarbekämpfungsflugkörper, Reichweite 70–160 km
- 12 × Ch-31AM (AS-17 „Krypton“) – Seezielflugkörper mit aktiver Radarzielsuche, Reichweite 150 km

### Gelenkte Bomben
- 12 × BD-4-Aufhängung für je 1 × Region JSC KAB-1500S-E (satellitennavigationsgelenkte 1500-kg-Bombe)
- 12 × BD-3U-Aufhängung für je 1 × Region JSC KAB-500S-E (satellitennavigationsgelenkte 500-kg-Bombe)

### Ungelenkte Bomben
- 64 × FAB-250 (250-kg-Freifallbombe)
- 64 × RBK-250-275 (275-kg-Streubombe)
- 32 × FAB-500 (500-kg-Freifallbombe)
- 32 × OFAB-500 (500-kg-Freifallbombe)
- 32 × OFZAB-500 (500-kg-Brandbombe)
- 32 × RBK-500 (500-kg-Streubombe)
- 16 × FAB-1000 (1000-kg-Freifallbombe)
- 8 × FAB-1500 (1500-kg-Freifallbombe)
- Vater aller Bomben (nach TNT-Äquivalent 44000-kg-thermobare Bombe), offizielle Bezeichnung und Zahl pro Flugzeug unbekannt
- nukleare Freifallbomben unterschiedlicher Sprengkraft

Quellen für diesen Abschnitt